# Ruby Keeler

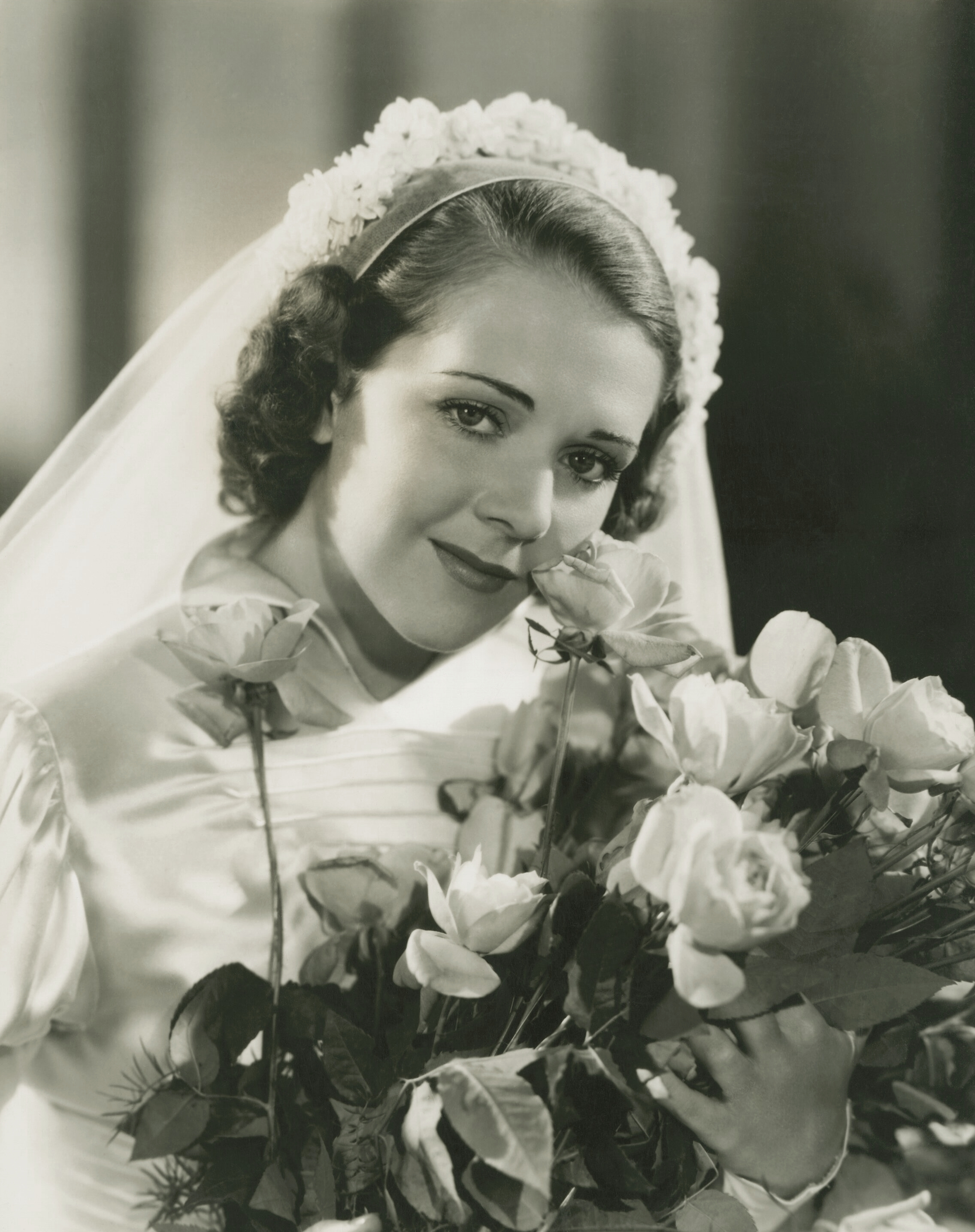
Ruby Keeler (1936)

Ruby Keeler (* 25. August 1909 in Dartmouth, Nova Scotia, Kanada; † 28. Februar 1993 in Rancho Mirage, Kalifornien; eigentlich Ethel Hilda Keeler) war eine US-amerikanische Schauspielerin und Tänzerin.

## Leben
Mit drei Jahren zog Keeler mit ihrer Familie nach New York, wo sie schon früh begann, Tanzunterricht zu nehmen. Bereits mit 13 Jahren bekam sie eine Anstellung als Revuetänzerin in der Produktion The Rise of Rosie O’Reilly von George M. Cohan. Die nächsten Jahre war sie in zahlreichen Revuen am Broadway zu sehen und schaffte 1927 den Durchbruch als Solostar durch Auftritte in den Revuen Bye Bye Bonnie und The Sidewalks of New York. Florenz Ziegfeld gab ihr eine größere Rolle in der Eddie-Cantor-Show Whoopee, doch verließ Keeler die Show noch vor der Broadway-Premiere, um den damals weltberühmten Sänger und Entertainer Al Jolson zu heiraten. 1929 folgte sie ihrem Ehemann nach Hollywood.

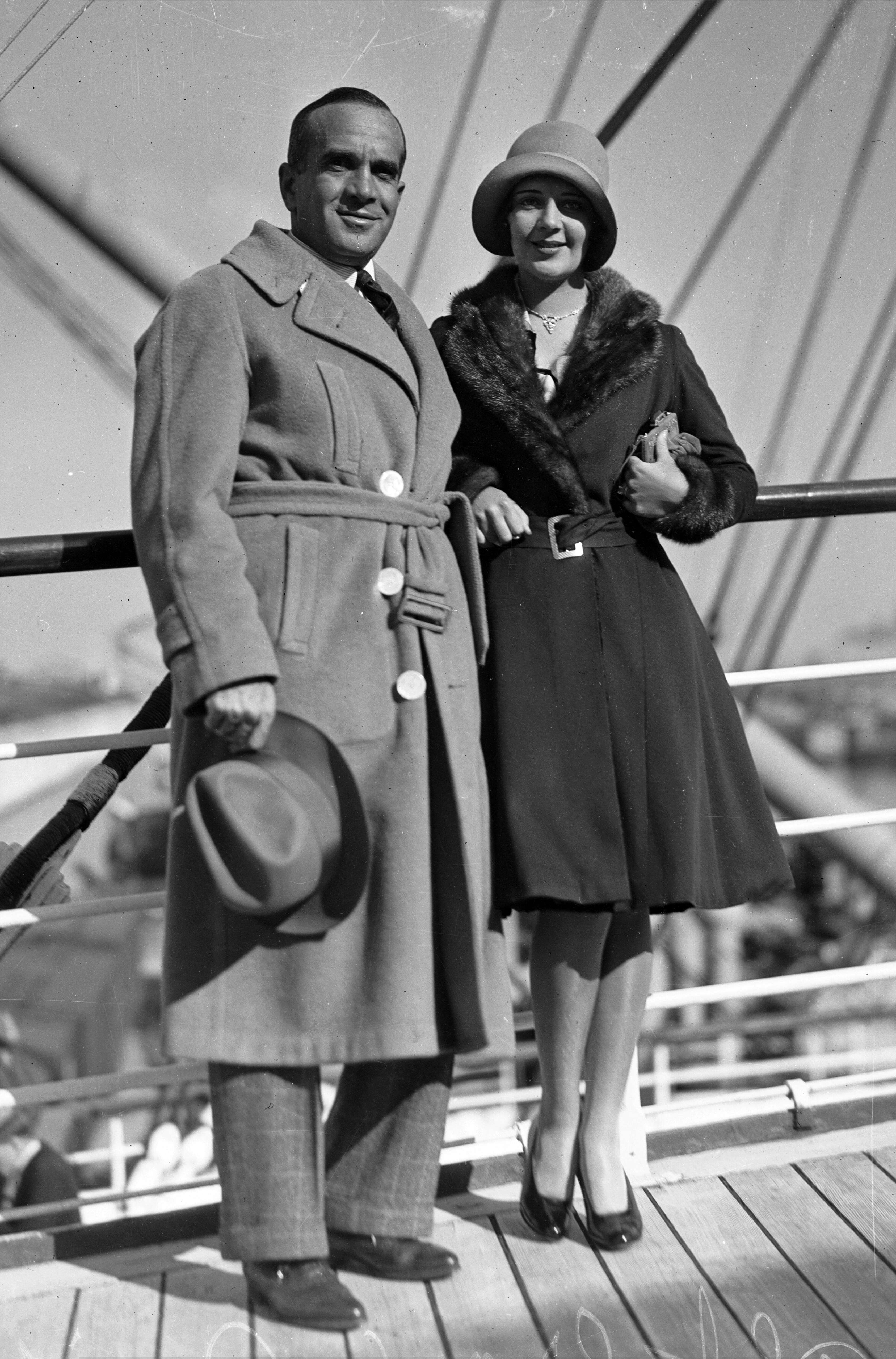
Ruby Keeler mit Al Jolson (1928)

Keeler unterschrieb einen Vertrag mit Warner Brothers und wurde zu einem populären Musicalstar der 1930er-Jahre. Viele ihrer Filme wie Die 42. Straße, Goldgräber von 1933, Parade im Rampenlicht oder Broadway-Show erlangten insbesondere aufgrund der aufwändigen Shownummern von Busby Berkeley anhaltende Bekanntheit. In diesen Filmen spielte Keeler meist eine etwas naive junge Frau vom Land, der (beispielsweise durch einen Unfall des etablierten Stars) in der Premierennacht der Durchbruch gelingt. Meist war sie dabei an der Seite von Dick Powell zu sehen. Die meisten Kritiker bemängelten zwar, dass Keelers Talent als Sängerin und Schauspielerin eher begrenzt sei, doch das Publikum fand Gefallen an ihrer sympathischen, unschuldig wirkenden Leinwandpersönlichkeit.
1937 verließ Ruby Keeler aus Solidarität mit ihrem Ehemann ihren laufenden Vertrag und übernahm die Rolle in Mother Carey’s Chicken bei RKO, nachdem Katharine Hepburn ihre Mitwirkung verweigert hatte. Als sich Keeler und Jolson 1940 scheiden ließen, zog sich Ruby Keeler weitgehend aus der Öffentlichkeit zurück und trat nur noch selten als Schauspielerin in Erscheinung. Mit ihrem zweiten Ehemann, dem Börsenmakler John Homer Lowe, mit dem sie von 1941 bis zu dessen Tod 1969 verheiratet war, hatte sie vier Kinder. Aus ihrer Ehe mit Jolson hatte sie außerdem ein Adoptivkind.
Erst 1970 kehrte Keeler als Star in der Neuinszenierung von No, No, Nanette an den Broadway zurück, nachdem der an der Produktion beteiligte Busby Berkeley sie vorgeschlagen hatte. Ihr Auftritt wurde gefeiert und brachte ihr erneute Aufmerksamkeit ein. Bei der Oscarverleihung 1979 überreichte sie die Auszeichnung für den besten Song und erhielt vom Publikum stehenden Applaus. Ihre letzte Filmrolle spielte Keeler im Jahr 1989 in der Komödie Beverly Hills Brats neben Peter Billingsley und Martin Sheen.
Im Februar 1993 starb sie im Alter von 83 Jahren an einer Krebserkrankung. Ihr Grab befindet sich auf dem Holy Sepulcher Cemetery in Orange, Kalifornien. Auf dem Hollywood Walk of Fame wurde ihr ein Stern gewidmet.

## Filmografie
- 1930: Show Girl in Hollywood
- 1933: Die 42. Straße (42nd Street)
- 1933: Goldgräber von 1933 (Gold Diggers of 1933)
- 1933: Parade im Rampenlicht (Footlight Parade)
- 1934: Broadway-Show (Dames)
- 1934: Liebeskadetten (Flirtation Walk)
- 1935: Go Into Your Dance
- 1935: Der Jazzkadett (Shipmates Forever)
- 1936: Colleen
- 1937: Ready, Willing and Able
- 1937: A Day at Santa Anita (Kurzfilm)
- 1938: Hollywood Handicap (Kurzfilm)
- 1938: Mother Carey’s Chickens
- 1941: Sweetheart of the Campus
- 1954: The Jackie Gleason Show (Fernsehserie, Folge 3x03)
- 1964: Zirkusdirektor Johnny Slate (The Greatest Show on Earth, Fernsehserie, Folge 1x18)
- 1964: Vacation Playhouse (Fernsehserie, Folge 2x02)
- 1970: The Phynx
- 1985: Glitter (Fernsehserie, Folge 1x07)
- 1989: Beverly Hills Brats